# Головащенко Михайло Іванович
Михайло Іванович Голова́щенко (20 листопада 1923, Кримки — 12 грудня 2005) — український музикознавець, критик, журналіст, дослідник творчості яскравих представників української музичної культури, культурно-громадський діяч. Член Спілки театральних діячів України і Спілки журналістів України (з 1960 року). Заслужений діяч мистецтв України.

## Біографія
Народився 20 листопада 1923 в селі Кримках (нині Лиманського району Донецької області). Учасник німецько-радянської війни, де отримав поранення та контузії.
У повоєнний час здобув музичну освіту в Станіславському (тепер Івано-Франківському) музичному училищі (клас сольного співу). У 1951–1956 роках навчався в Київському державному університеті імені Т. Шевченка на факультеті журналістики. У 1956–1958 роках — літпрацівник в газеті «Радянська культура», з 1958 р. до 2005 р. — редактор відділу музичного мистецтва газети «Культура і життя».
У 1961–1963 роках був науковим співробітником ІМФЕ АН УРСР (Київ). Писав сценарії документальних фільмів, брав участь у радіо- і телепередачах.

Могила Михайла Головащенка. Скульптор — Тарас Головащенко

Помер на 83-му році життя 12 грудня 2005 року. Похований в Києві на Байковому кладовищі (ділянка № 33, 50°25′9.40″ пн. ш. 30°30′9.90″ сх. д. / 50.4192778° пн. ш. 30.5027500° сх. д.).

## Дослідницька діяльність
Підготував і видав солідні книги про українських співаків Олександра Мишугу, Соломію Крушельницьку, Модеста Менцинського, які були першими популяризаторами українських народних пісень в широкому світі, а також про Михайла Роменського; здійснив літературний запис своєрідного підручника для студентів музичних вузів «Практичні основи вокального мистецтва» народного артиста України, професора Михайла Микиші.
Його перу належить буклет «Український народний хор імені Г. Верьовки», підготував двотомник «Феномен Олександра Кошиця». Крім згаданих вище досліджував творчість таких співаків, як Мирослав Скала-Старицький, Євгенія Зарицька, Орест Руснак, Гліб Шандровський, Клим Чічка-Старицький, Ірина Маланюк, Лідія Липковська, Галина Андреадіс та інших, а також бандуристів-співаків Зіновія Штокалка та Василя Ємця.
Був одним з фундаторів та ініціаторів створення Музею Соломії Крушельницької у Львові. У 1980-х роках він передав частину свого архіву до Музею; більшість цих матеріалів представлені в постійній експозиції. Був радником Музею, професійним консультантом, ініціатором багатьох акцій, учасником музейних заходів.

## Відзнаки
Удостоєний багатьох державних нагород, зокрема орденів Богдана Хмельницького, Вітчизняної війни ІІ ступеня, почесного звання Заслужений діяч мистецтв України (1995); лауреат премії О. Білецького у галузі літературно-художньої критики (1989).

## Творчий доробок

### Фільмографія
- Брав участь в документальному фільмі «Соломія Крушельницька» (1994, «Укртелефільм», автори: Н. Давидовська, В. Кузнецов), присвяченому життю і творчості видатної української співачки.

### Монографії
- Олександр Мишуга. Спогади. Матеріали. Листування / Упоряд., підгот. текстів, вступна стаття та примітки М. Головащенка; передмова М. Рильського. — К. : Музична Україна, 1971. — 779 с.
- Соломія Крушельницька. Спогади. Матеріали. Листування : у 2 т. / Вступна стаття, упоряд. і примітки М. Головащенка. — К. : Музична Україна, 1978—1979. — 843 с.
- Михайло Роменський. Спогади. Матеріали / Авт.-упоряд. М. Головащенко. — К., 1982.
- Модест Менцинський. Спогади. Матеріали. Листування / Авт.-упоряд. М. Головащенко. — К. : Рада, 1995. — 461 с.
- Кошиць О. А. (1875–1945). З піснею через світ: (Подорож Української республіканської капели) / Упоряд., літ. обробка, заг. ред., передмова М. Головащенка. — К. : Рада, 1998. — 326 с.
- Олександр Мишуга — король тенорів / Автор-упоряд. М. Головащенко.. — К. : Музична Україна, 2004. — 610 с.
- Головащенко М. І. Феномен Олександра Кошиця. — К. : Музична Україна, 2007. — 576 с.